# Glanshammars kyrka
Glanshammars kyrka är en kyrkobyggnad i Glanshammars församling, Strängnäs stift. Den ligger i tätorten Glanshammar, cirka 17 km från Örebro centrum.

## Kyrkobyggnaden
Församlingskyrkan byggdes ursprungligen på 1100-talet och hade redan då ett torn som finns kvar än idag. Senare under medeltiden tillkom koret och det norra sidoskeppet. 1678–1679 uppfördes ett gravkor för släkten Reuter.
Det kanske mest framträdande i dagens kyrkorum är de välbevarade tak- och väggmålningarna från 1589, utförda av Anders Jordansson Ryttare från Närke. På den södra väggen finns även några bevarade rester från den ursprungliga kyrkans medeltida målningar, i form av Adam som åkerman. Här finns också tre av Närkes runstenar och dessutom lär det finnas en inmurad någonstans i närheten av den nuvarande ingången. Den går i Närkes runinskrifter under beteckningen Nä 28. Stenen beskrivs utifrån en något äldre avritning av fältväbeln Lars Mårtensson (död 1640). Inskriften lär enligt den källan vara:
"Sven lät resa stenen efter sin fader Gunnvat, Rodlögs make. Gud hjälpe hans själ..."

## Orgel
- 1703 byggdes kyrkans första orgel.
- 1735 köptes en gammal orgel in från Fellingsbro kyrka som kostade 600 daler. Orgeln sattes upp och renoverades av Olof Hedlund, Stockholm.[1] Den hade 10 stämmor och två manualer.

| Manual                      |
| Gedackt 8'                  |
| Principal 4'                |
| Flöjt 4'                    |
| Kvinta 3' (halverad stämma) |
| Oktava 2'                   |
| Gemshorn 2'                 |
| Scharf III                  |
| Sesquialtera II             |
| Trumpet 8'                  |

- 1810 bygger Olof Schwan, Stockholm en orgel med 10 stämmor. Våren 1856 gick den till försäljning av församlingens pastor.[2]
- 1856 bygger Erik Adolf Setterquist, Hallsberg en orgel med 10 stämmor.
- Den nuvarande pneumatiska orgeln är byggd 1951 av Olof Hammarberg, Göteborg.

| Huvudverk I   | Svällverk II      | Pedal         | Koppel |
| Principal 8´  | Rörflöjt 8´       | Subbas 16´    | I/P    |
| Borduna 8´    | Salicional 8'     | Gedakt 8´     | II/P   |
| Oktava 4´     | Principal 4'      | Koralbas 4´   | II/I   |
| Hålflöjt 4´   | Ekoflöjt 4'       | Kvintadena 2´ |        |
| Kvinta 2 2/3' | Nasard 2 2/3'     | Basun 16'     |        |
| Oktava 2'     | Oktava 2'         |               |        |
| Mixtur 3 chor | Gemshorn 2'       |               |        |
| Trumpet 8'    | Ters 1 3/5'       |               |        |
|               | Krumhorn 8'       |               |        |
|               | Crescendosvällare |               |        |

## Bildgalleri

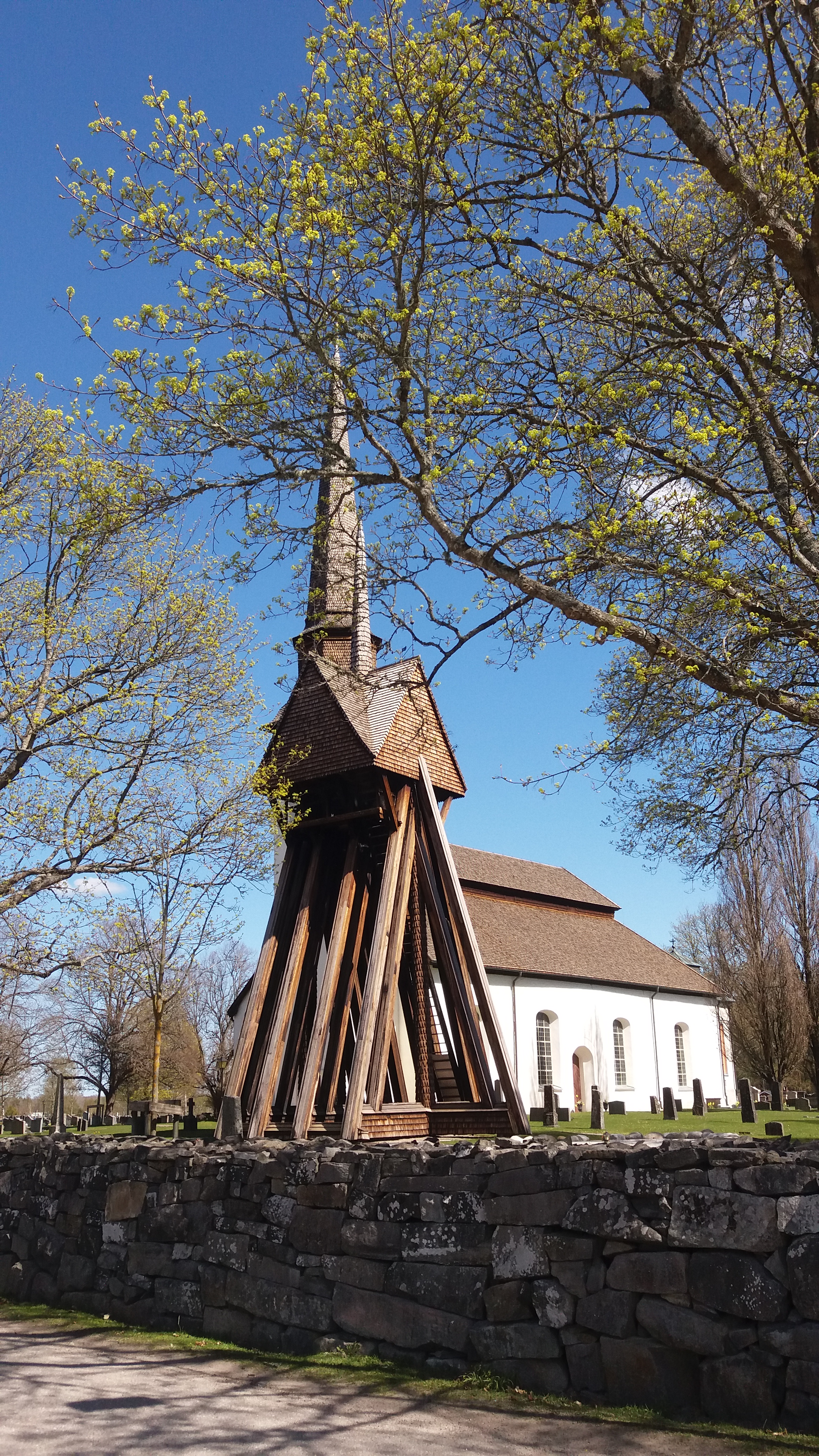
Klockstapeln
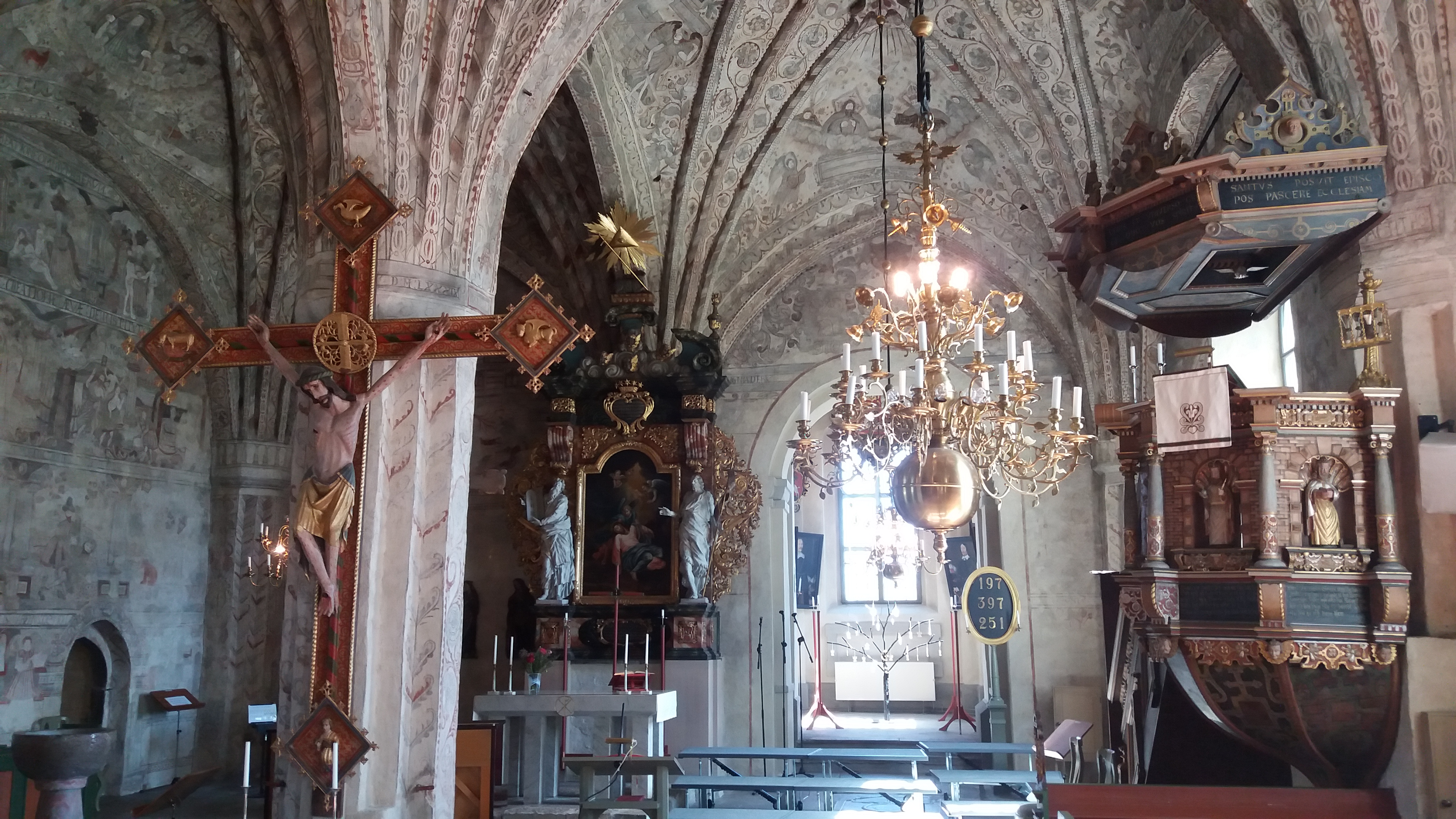
Koret och predikstolen
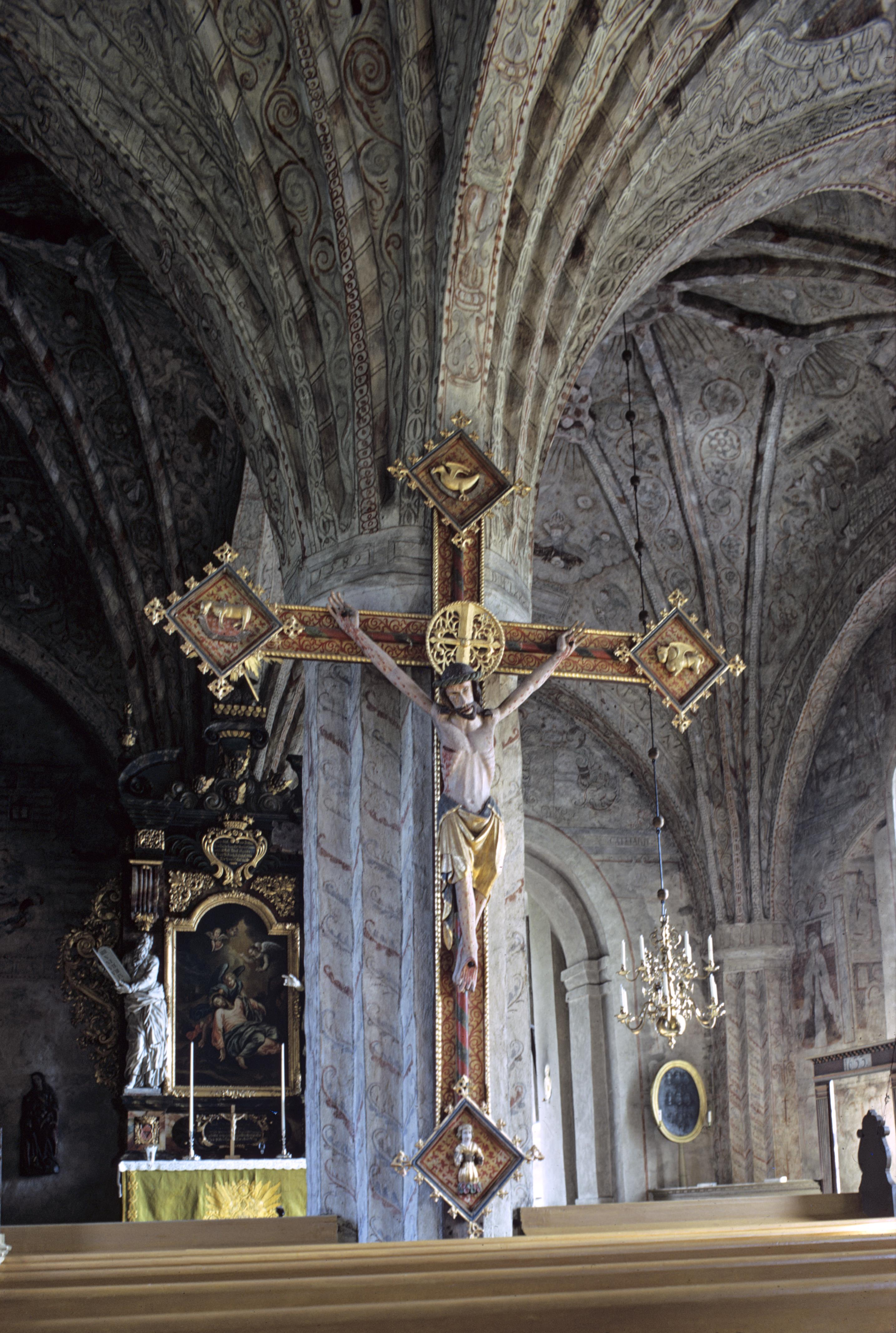
Triumfkrucifixet
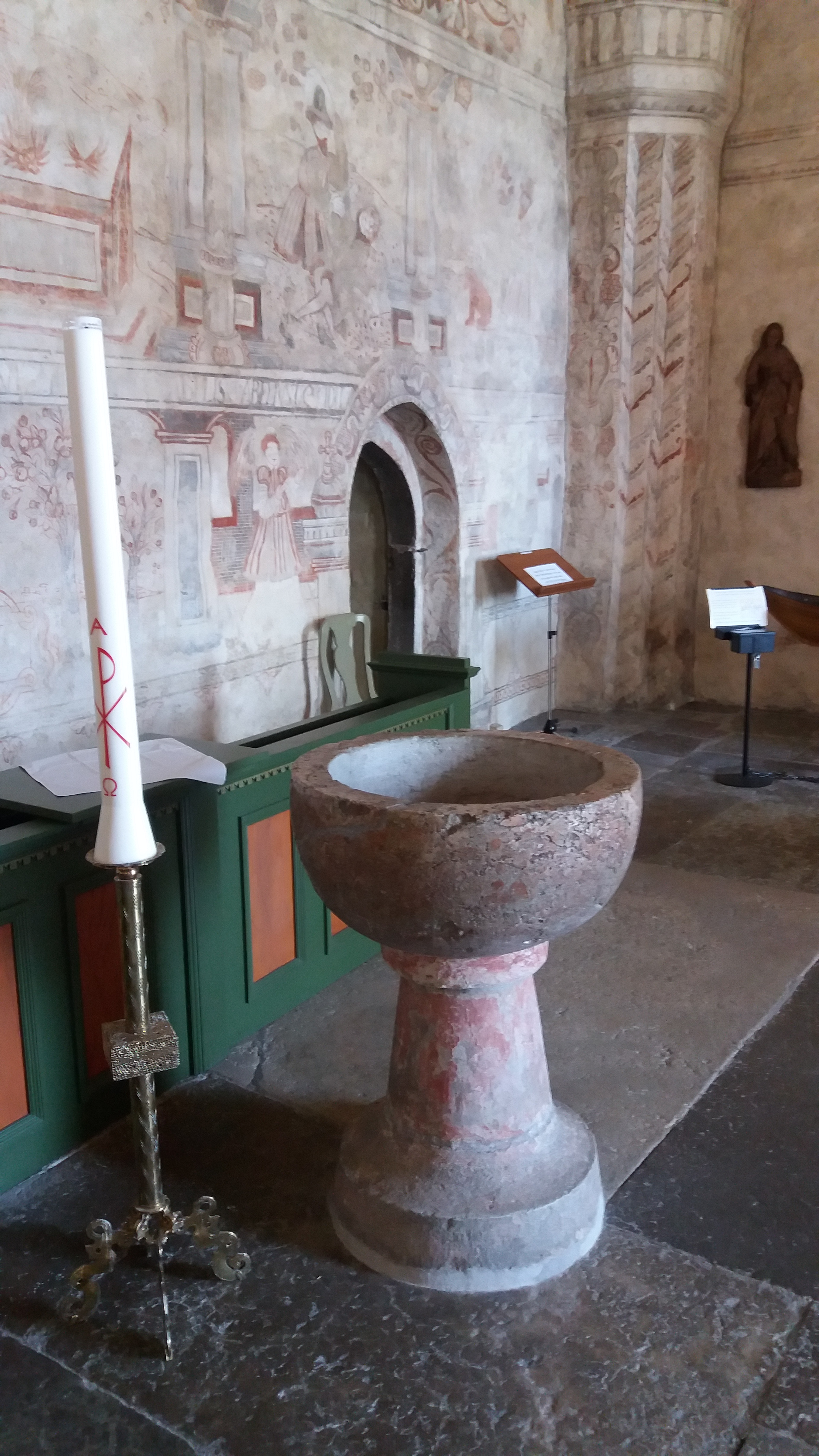
Dopfunten
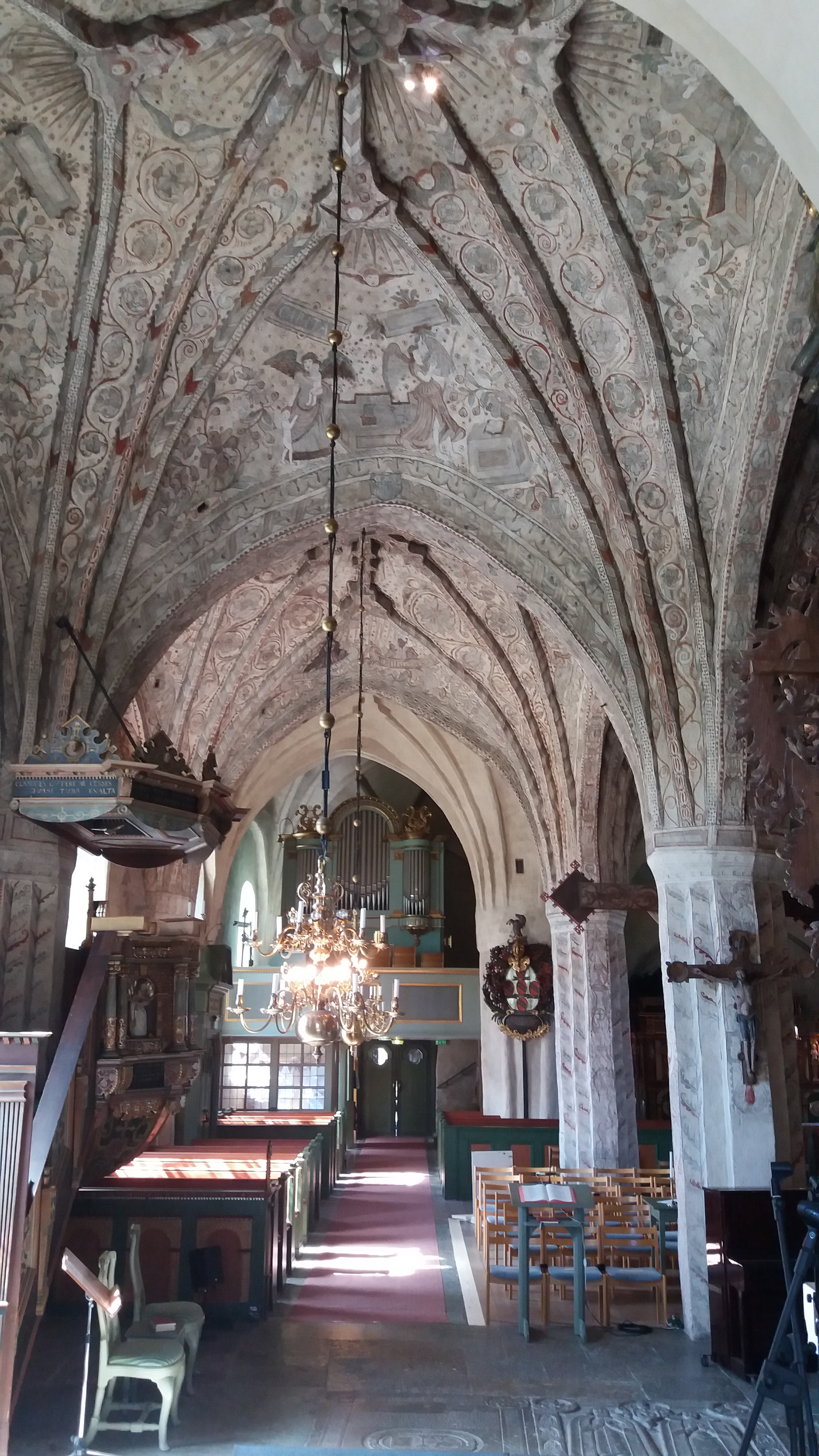
Interiör mot väster
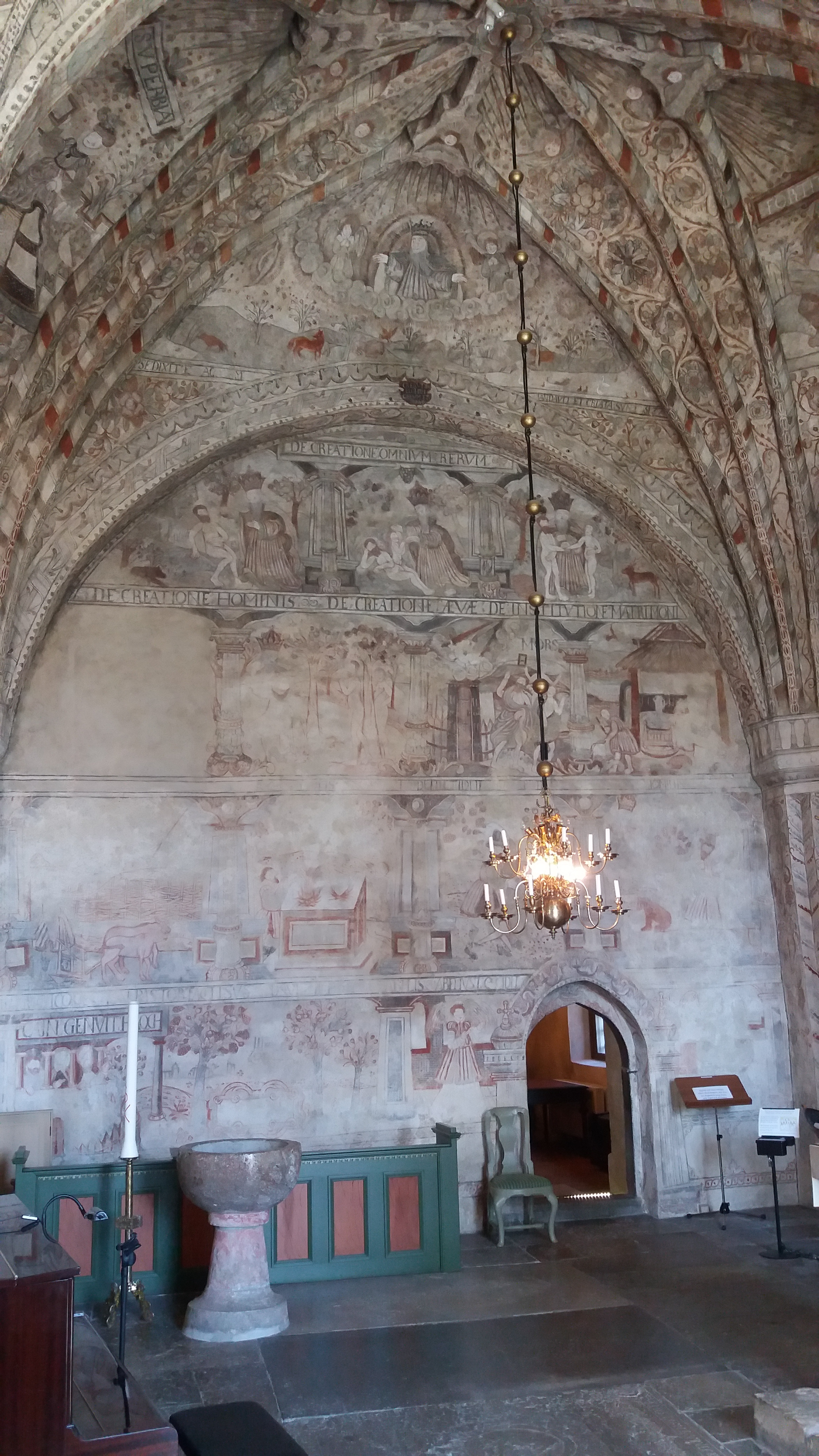
Ingång till sakristian
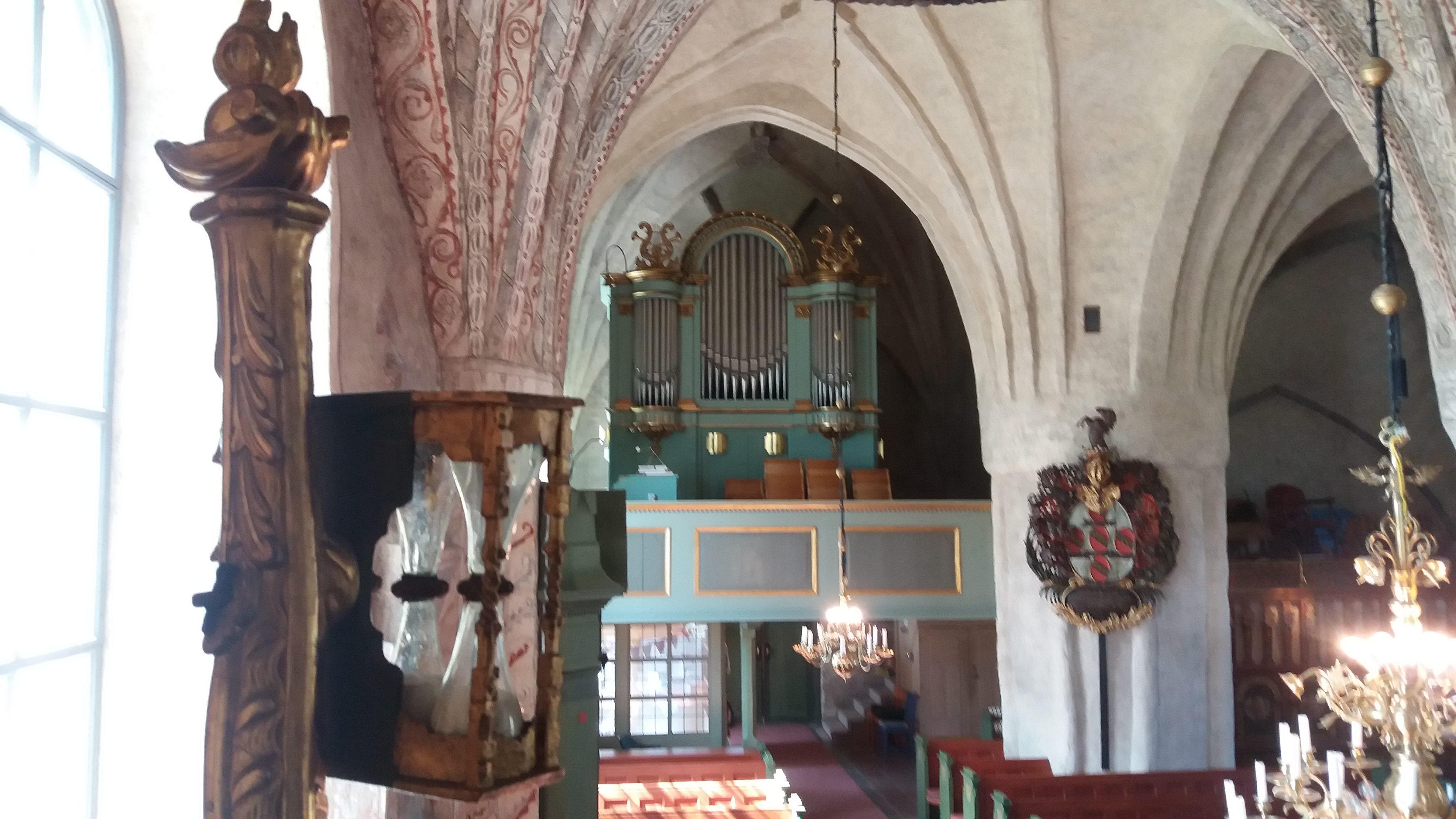
Läktarorgeln
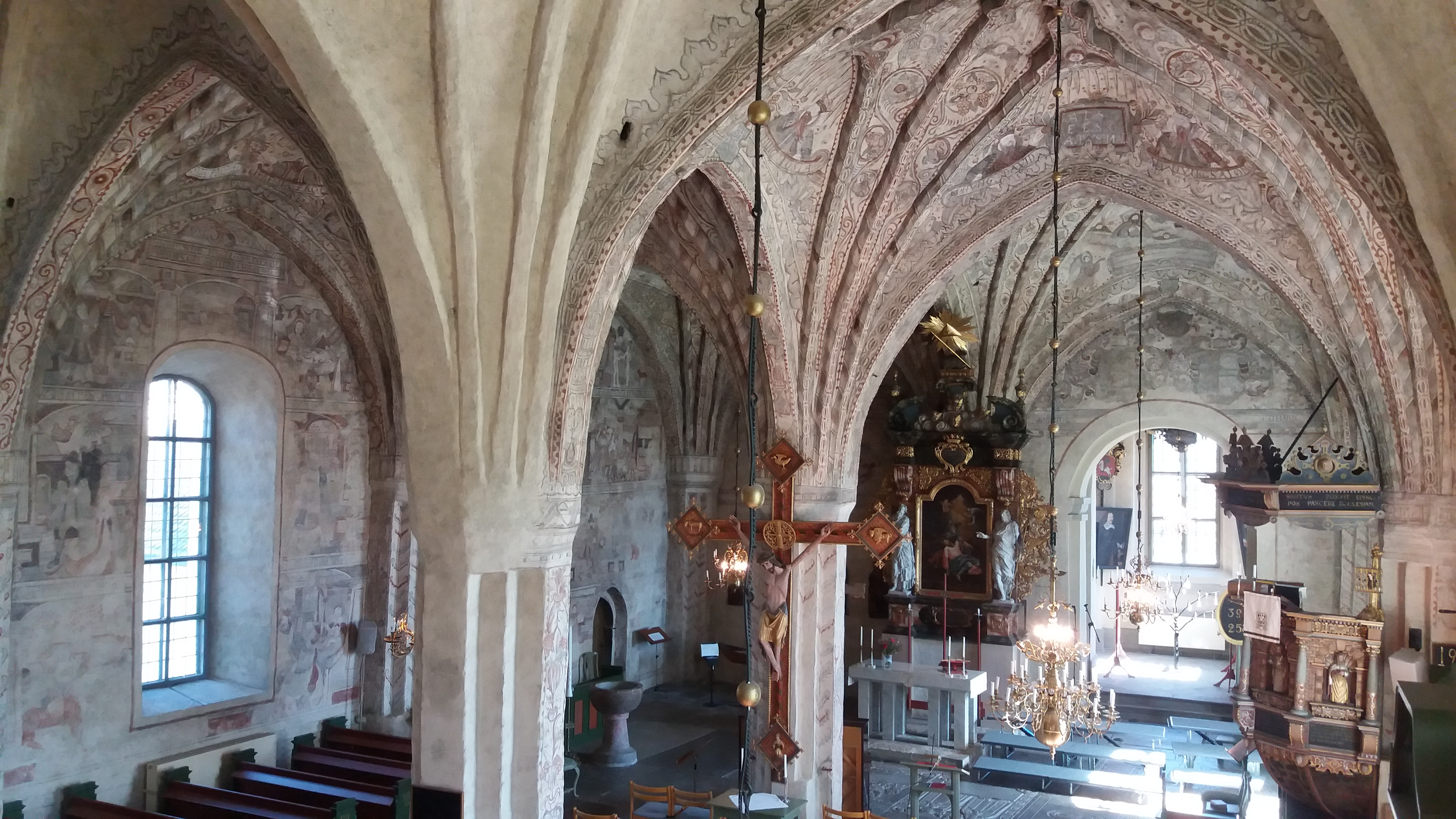
Interiör från orgelläktaren